# ان‌جی‌سی ۳۸۸
ان‌جی‌سی ۳۸۸ (انگلیسی: NGC 388) نام یک کهکشان در صورت فلکی ماهی است.